# Книга крови
«Книга крови» (англ. Book of Blood) — фильм ужасов режиссёра Джона Харрисона, снятый по одному из произведений Клайва Баркера. Не путать с фильмом «Книги крови». 

## Сюжет
Исследовательница паранормальных явлений Мэри Флореску вместе со своим помощником Реджем и студентом Саймоном МакНилом, обладающим экстрасенсорными способностями, приезжают в дом оккультиста Толлингтона, погибшего во время магического сеанса. Первоначальные данные обнадёживают: нарушается работа аппаратуры, на стенах появляются кровавые надписи, а у Саймона — странные порезы. Однако неожиданно выясняется, что МакНил симулирует все указанные явления. Мэри собирается прервать эксперимент, хотя Саймон страстно просит этого не делать — когда-то он обладал даром, потом потерял его, а в этом доме способности восстанавливаются.
Затем происходит неожиданное — оказывается, что дом находится на перекрёстке магистралей мёртвых, которые только и ждут, чтобы кому-нибудь рассказать свои истории. И способностью к этому обладает не Саймон, а сама Мэри. Но вот чтобы запечатлеть свои истории мёртвым требуется необычный материал, а именно человеческая кожа, и МакНил очень даже для этого подходит. В итоге он становится пленником Мэри, которая зарабатывает на публикации рассказов покойников хорошие деньги.
Саймон пытается бежать, однако исследовательница делает у киллера жуткий заказ — снять со студента кожу. Перед смертью Саймон рассказывает убийце свою историю и надеется, что смерть избавит его от мук. Однако выясняется, что для записи рассказов мёртвых годится и кожа, снятая с человека.

## В ролях
- Джонас Армстронг — Саймон МакНил
- Софи Уорд — Мэри Флореску
- Пол Блэр — Редж Фуллер
- Романа Эберкромби — Джени
- Саймон Бэмфорд — Дерек
- Даг Брэдли — Толлингтон
- Говейн Келдер — мать Джени
- Джеймс МакЭнерни — Найджел Блейк
- Маркус МакЛеод — отец Джени
- Джеймс Уотсон — Джими

## Производство
Съемки фильма проходили с декабря 2007 года по январь 2008 года. Бюджет картины составил $6 000 000.

## Выход картины
Премьера фильма состоялась 7 марта 2009 года в рамках кинофестиваля Hamburg Fantasy Filmfest Nights, проходившего в Германии. 28 сентября 2009 года фильм был выпущен в Великобритании. 13 мая 2010 года состоялся выход фильма на российские экраны.

### Критика

#### Российская
В рецензии, опубликованной на сайте Interfax.ru, Артем Ушан пишет: 
..."Книга крови" наследует сразу нескольким кинотрадициям хоррора: здесь есть и британская размеренность, которая местами превращается в настоящее занудство, впрочем, не лишенное островного шарма, и американская прямота, привычно выраженная в большом количестве литров крови, а главная героиня, сыгранная актрисой Софи Уорд, сразу же наводит на мысли о влиянии итальянских фильмов ужасов. Вообще, в "Книге крови" это привлекает больше всего - такая смесь приемов делает фильм Харрисона местами действительно страшным, а на создание нужной атмосферы работает взаимодействие всех используемых им элементов. За содержание тоже можно быть спокойным - здесь есть все, что можно найти в прозе Клайва Баркера: от жутких готических интерьеров и сумасшедших служителей тьмы до любовных перипетий и постельных сцен, которые вполне достойны романтических историй.

Несмотря на то, что на большие экраны остального мира фильм вышел еще в прошлом году, в России его ждет не только DVD-релиз, но и ограниченный кинопрокат, что не может не понравиться любителям фильмов ужасов - такие камерные хорроры необходимы в бесконечном потоке кровавых слэшеров, прочно закрепившихся в современном кинопроцессе.

### Сборы
По состоянию на 23 мая 2010 года, фильм в филиппинском прокате собрал 2 428 423 филиппинских песо. Согласно информации Кинопоиска, в России фильм собрал $163 633.